# Wakea madinika
Wakea madinika är en groddjursart som först beskrevs av Vences, Andreone, Glaw och Fabio Mattioli 2002.  Wakea madinika ingår i släktet Wakea och familjen Mantellidae. Inga underarter finns listade i Catalogue of Life.
Arten är bara känd från dalgången av floden Sambirano på norra Madagaskar. Den hittades där vid 100 meter över havet. Individer upptäcktes i lövskiktet intill en tillfällig vattenpöl. Växtligheten utgjordes av regnskog. Lämpliga habitat förekommer även i angränsande regioner. IUCN kategoriserar arten globalt som otillräckligt studerad.